# Human Nature (Doctor Who)
"Human Nature" (intitulado "Natureza Humana" no Brasil) é o oitavo episódio da terceira temporada da série de ficção científica britânica Doctor Who, transmitido originalmente através da BBC One em 26 de maio de 2007. É a primeira parte de uma história dividida em dois episódios, que foi concluída por "The Family of Blood" na semana seguinte. Ambos foram escritos por Paul Cornell e foram baseados em um romance de mesmo nome escrito por ele e publicado em 1995.
No episódio, o alienígena viajante do tempo conhecido como o Doutor (David Tennant) se esconde de seus perseguidores, a Família de Sangue, em uma escola pública inglesa em 1913. Ele se transforma em um humano e implanta a falsa persona de um professor chamado "John Smith" para evitar ser detectado até que a vida da Família acabe, enquanto é guardado por sua acompanhante Martha Jones (Freema Agyeman).
De acordo com os números da BARB, o episódio foi visto por 7,74 milhões de telespectadores e, junto com "The Family of Blood", teve uma recepção altamente positiva, sendo considerado uma das melhores histórias da série. Os dois episódios concorreram ao Prêmio Hugo de Melhor Apresentação Dramática, Forma Curta em 2008.

## Enredo

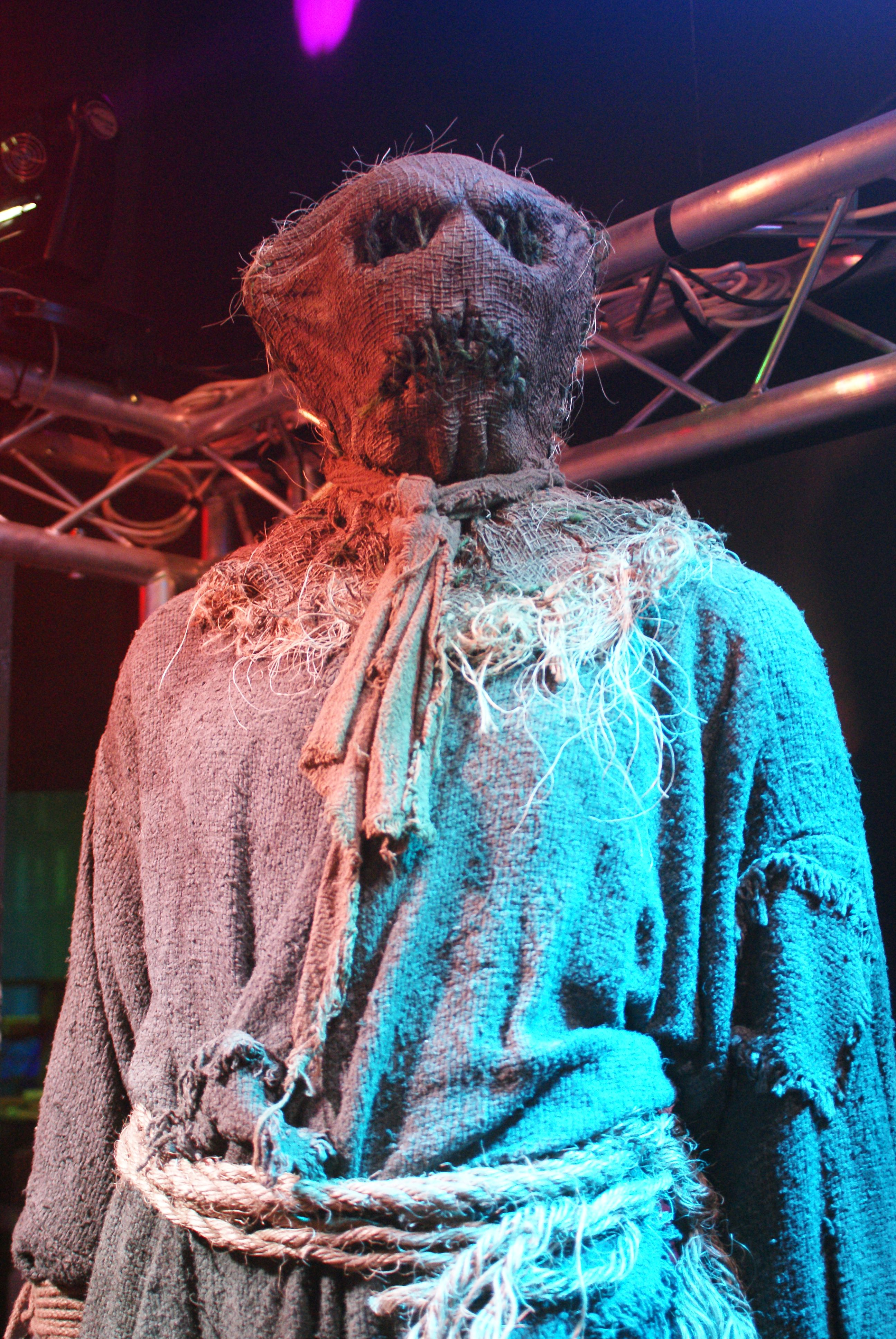
Os espantalhos vistos no episódio em exposição na Doctor Who Experience

O Doutor e Martha correm para a TARDIS enquanto um inimigo desconhecido atira neles. O Doutor diz a Marta que eles estão sendo perseguidos pela "Família de Sangue", que busca sua força de Senhor do Tempo para impedi-los de morrer e desta forma, ele deve se transformar em um ser humano para escapar da detecção deles até que morram, e dá a ela uma lista de instruções a seguir. Ele usa um dispositivo chamado "arco camaleão" para transformá-lo em um ser humano e transfere sua essência de Senhor do Tempo e memórias em um relógio de bolso que ele pede a Martha para guardar.
Eles pousam na Inglaterra em 1913. O Doutor assume a personalidade de John Smith, um professor na Escola Farringham para Garotos, e Martha trabalha como empregada doméstica lá. John é calmo e tímido, mas tem leves lembranças do Doutor através de seus sonhos. Ele os cataloga em um livro que intitulou O Diário de Coisas Impossíveis. John mantém o relógio no seu escritório, mas um filtro de percepção em torno dele o impede de notá-lo. John também se apaixona pela enfermeira da escola, a jovem viúva Joan Redfern, com quem compartilha seu diário. Martha fica preocupada, já que o Doutor não a instruiu sobre o que fazer caso ele se apaixonasse. Timothy Latimer, um estudante com percepção extrassensorial, descobre o relógio e o guarda para si, tendo visões do Doutor.
A Família têm monitorado o Doutor na Terra e pousam sua nave em um bosque vizinho com um escudo de invisibilidade para mantê-la escondida. Eles procuram seres humanos para possuírem, e levam os corpos de várias pessoas, incluindo um dos estudantes, Jeremy Baines. Quando Timothy abre brevemente o relógio e experiencia memórias do Doutor, a Família detecta a sua presença na escola. Eles tentam obter informações de Martha quando ela percebe que a Família encontrou-os e tenta recuperar o relógio, mas não consegue encontrá-lo. Ela fala com John e tenta despertar seu lado de Senhor do Tempo, mas em vez disso faz com que ele fique irritado com ela e a demita. John pede a enfermeira Redfern para acompanhá-lo ao baile naquela noite, e ela aceita. Nele, Martha tenta novamente convencer John a se tornar no Doutor, mostrando-lhe elementos de seu passado, como sua chave de fenda sônica. Agora ciente de que John é o Doutor, a Família interrompe a dança e o confronta. Por fim, eles tomam Martha e Joan como reféns e dão a John uma escolha de se tornar um Senhor do Tempo de novo ou deixar suas companheiras morrerem.

### Continuidade
Todas as dez encarnações do Doutor também são ilustradas, com a Primeira, Quinta, Sexta, Sétima e Oitava claramente visíveis, marcando a primeira vez que os rostos dos Doutores da série clássica foram retratados em tela na série moderna.

## Produção
Human Nature foi o quinto romance original de Paul Cornell, todos tendo sido histórias de Doctor Who publicadas pela Virgin Publishing, e o trigésimo oitavo na série da New Adventure. O enredo foi desenvolvido com a sua colega romancista Kate Orman e o livro foi bem recebido em sua publicação em 1995. Vários anos depois, a série revivida de Doctor Who incluiu várias pessoas que trabalharam na New Adventures. Para sua segunda história para a série de televisão, Cornell adaptou seu romance. Embora a maioria dos elogios ao roteiro tenha sido dirigida a Cornell, grande parte do episódio foi de fato reescrita pelo produtor executivo Russell T Davies.
Apesar da posição de Julie Gardner como produtora executiva desde "Rose", este episódio marca a primeira vez desde a última história de Verity Lambert em 1965, "Mission to the Unknown", que uma mulher foi a produtora creditada em um episódio de Doctor Who. No entanto, não é o primeiro trabalho de produção da produtora Susie Liggat no universo da série: em 2006, ela produziu "Invasion of the Bane", o primeiro episódio de The Sarah Jane Adventures. Assim, apenas ela e John Nathan-Turner produziram episódios de dois programas diferentes ambientados no universo de Doctor Who.
O adereço do caderno de John Smith foi criado pela artista Kellyanne Walker e incorpora texto fornecido pelo escritor Paul Cornell. Grande parte do episódio foi filmado no Museu Nacional de História de St Fagans, um museu a céu aberto perto de Cardiff, e Treberfydd, a mansão gótica vitoriana que serviu como a Escola Farringham, localizada perto do Lago Llangorse no sul do País de Gales. Outros locais internos foram filmados na Catedral de Llandaff, Cardiff.
A lista de 23 diretivas do Doutor, muitas das quais são aceleradas no episódio, é apresentada em velocidade normal em uma cena deletada lançada no DVD da BBC. No lugar dos pedidos inexistentes e não ouvidos, David Tennant quebra a quarta parede para falar sobre o amor pelos Housemartins e também fala bobagens para preencher o tempo antes de retornar ao personagem para a 23ª e última diretiva. Outra instrução, sobre não deixar Smith comer peras, aparece tanto na cena deletada quanto no romance Human Nature.

## Transmissão e recepção
De acordo com os números da BARB, o episódio foi visto por 7,74 milhões de telespectadores.
Junto com "The Family of Blood", "Human Nature" foi indicado ao Prêmio Hugo de Melhor Apresentação Dramática, Forma Curta em 2008. David Tennant ganhou o Prêmio Constellation de Melhor Performance Masculina em um Episódio de Ficção Científica para Televisão de 2007 por essa história. O episódio também recebeu uma crítica favorável do The Stage, com o crítico Mark Wright comentando que o episódio "é diferente de qualquer história de Doctor Who que você já viu", e que não havia "nada de ruim" no episódio. Wright elogiou muito as atuações de Agyeman e Tennant e concluiu que o episódio é "um drama digno de um BAFTA". Travis Fickett da IGN deu a "Human Nature" uma classificação de 9,1 de 10, escrevendo que "tem alguns dos escritos de mais alto calibre que a série já viu". Ele elogiou particularmente as performances de Stevenson e Sangster e o "ritmo mais deliberado" do episódio. Embora tenha notado que a Família Baines em particular era sombria, ele pensou que os espantalhos "podem parecer um pouco bobos" para os telespectadores mais velhos.
Em 2009, os leitores da Doctor Who Magazine votaram em "Human Nature"/"The Family of Blood" como a sexta melhor história de Doctor Who de todos os tempos. Em uma pesquisa de 2014, os leitores da mesma revista votaram nos episódios como a nona  melhor história do programa. Matt Wales da IGN nomeou a história de duas partes como o melhor episódio de Tennant como o Doutor, descrevendo-o como "incrivelmente produzido" e elogiando o desempenho do ator. Em 2008, o The Daily Telegraph o nomeou o sétimo melhor episódio de Doctor Who na história do programa.